# UFC 144
UFC 144: Edgar vs. Henderson  è un evento di arti marziali miste organizzato dalla Ultimate Fighting Championship che si è tenuto il 26 febbraio 2012 (ora giapponese) al Saitama Super Arena di Saitama, Giappone.

## Retroscena
È il primo pay per view dell'UFC che si ricordi guidato da una sfida per il titolo nella quale il contendente nell'incontro precedente ha combattuto nella card preliminare.
Takanori Gomi avrebbe dovuto affrontare George Sotiropoulos, ma quest'ultimo s'infortunò e venne rimpiazzato dall'esordiente Eiji Mitsuoka.
Zhang Tiequan doveva vedersela con Leonard Garcia, ma anche Garcia risultò acciaccato e venne sostituito con Issei Tamura.
La decisione dei giudici di gara dell'incontro tra Takeya Mizugaki e Chris Cariaso venne fortemente criticata da più parti, al punto che l'UFC decise di premiare anche Mizugaki con il bonus vittoria.

## Risultati

### Card preliminare
- Incontro categoria Pesi Piuma:  Zhang Tiequan contro  Issei Tamura

Tamura sconfisse Zhang per KO (pugno) a 0:32 del secondo round.
- Incontro categoria Pesi Gallo:  Takeya Mizugaki contro  Chris Cariaso

Cariaso sconfisse Mizugaki per decisione unanime (29–28, 29–28, 29–28).
- Incontro categoria Pesi Medi:  Riki Fukuda contro  Steve Cantwell

Fukuda sconfisse Cantwell per decisione unanime (29–28, 30–27, 30–27).
- Incontro categoria Pesi Gallo:  Norifumi Yamamoto contro  Vaughan Lee

Lee sconfisse Yamamoto per sottomissione (armbar) a 4:29 del primo round.
- Incontro categoria Pesi Leggeri:  Takanori Gomi contro  Eiji Mitsuoka

Gomi sconfisse Mitsuoka per KO Tecnico (pugni) a 2:21 del secondo round.

### Card principale
- Incontro categoria Pesi Leggeri:  Anthony Pettis contro  Joe Lauzon

Pettis sconfisse Lauzon per KO (calcio alla testa e pugni) a 1:21 del primo round.
- Incontro categoria Pesi Piuma:  Hatsu Hioki contro  Bart Palaszewski

Hioki sconfisse Palaszewski per decisione unanime (29–28, 30–27, 29–28).
- Incontro categoria Pesi Medi:  Yushin Okami contro  Tim Boetsch

Boetsch sconfisse Okami per KO Tecnico (pugni) a 0:54 del terzo round.
- Incontro categoria Pesi Welter:  Yoshihiro Akiyama contro  Jake Shields

Shields sconfisse Akiyama per decisione unanime (30–27, 30–27, 30–27).
- Incontro categoria Pesi Massimi:  Mark Hunt contro  Cheick Kongo

Hunt sconfisse Kongo per KO Tecnico (pugni) a 2:11 del primo round.
- Incontro categoria Pesi Mediomassimi:  Quinton Jackson contro  Ryan Bader

Bader sconfisse Jackson per decisione unanime (30–27, 30–27, 30–27).
- Incontro per il titolo dei Pesi Leggeri:  Frankie Edgar (c) contro  Ben Henderson

Henderson sconfisse Edgar per decisione unanime (49–46, 48–47, 49–46) e divenne il nuovo campione dei pesi leggeri.

## Premi
I seguenti lottatori sono stati premiati con un bonus di 65.000 dollari:
- Fight of the Night:  Frankie Edgar (c) contro  Ben Henderson
- Knockout of the Night:  Anthony Pettis
- Submission of the Night:  Vaughan Lee